# Jadwiga Jankowska-Cieślak
Jadwiga Jankowska-Cieślak (Danzica, 15 febbraio 1951 – 15 aprile 2025) è stata un'attrice polacca.

## Biografia
Nel 1982 vinse il premio per la miglior attrice al Festival di Cannes per Un altro sguardo.